# リードヘルスケア
株式会社リードヘルスケアは、福岡県福岡市に本社を置く、一般用医薬品、医薬部外品、健康食品、介護用品、化粧品、乳製品、日用雑貨などのヘルスケア関連商品の総合卸業者である。前社名は「株式会社アステムヘルスケア」。

## 沿革
- 1967年 - 大分県の吉村薬品と取引先の有力薬局・薬店で構成する躍進会グループとの共同出資により、資本金500万円で医療衛生用品専門卸「株式会社ダイヤ」を設立。
- 1977年 - 本社及び物流センターを新築。
- 1989年 - 吉村薬品、宮崎吉村薬品（宮崎市）、ヤナイ薬品（鹿児島市）、ヨシマツ薬品（熊本市）の薬粧部門を統合。資本金8,000万円で「株式会社創健」を設立
- 1998年
  - 社名を「株式会社アステムヘルスケア」に変更。資本金5億1,000万円に増資。
  - 北九州市のキョーエイ薬品と長崎市の藤村薬品の薬粧部門の営業権を譲受。
- 2007年5月 - 自社及びバイタルネットの子会社バイタルヘルスケア（宮城県名取市）、茂木薬品商会（東京都文京区）、ほくやく（北海道札幌市）のヘルスケア事業部について統合協議を開始。
- 2008年
  - 1月 - 高松市のよんやくの薬粧事業部門を営業譲受。社名を「株式会社リードヘルスケア」に変更。
  - 4月 - 東京都の大木と業務提携。更にバイタルヘルスケア、ほくやくヘルスケアを吸収合併。

## 事業所一覧
北海道：札幌営業所、札幌物流センター
- 宮城県：仙台営業所（名取市）、東北物流センター（岩沼市）
- 埼玉県：関東物流センター（越谷市）
- 東京都：東京本社
- 大阪府：関西物流センター（門真市）
- 福岡県：福岡本社、管理本部（福岡本社内）、北九州営業所（福岡本社内）、営業統括本部、福岡営業所（いずれも福岡市博多区）、小郡物流センター（小郡市）
- 長崎県：長崎営業所
- 大分県：大分営業所
- 熊本県：熊本営業所
- 宮崎県：宮崎営業所
- 鹿児島県：鹿児島営業所
- 広島県：広島営業所
- 愛媛県：愛媛営業所、四国物流センター（いずれも東温市）
- 徳島県：徳島営業所（板野郡藍住町）